# Остеостраки
Остеостраки (Osteostraci) або Cephalaspides — підклас вимерлих безщелепних тварин.

## Загальні відомості
Існували з середнього силуру до пізнього девону. Вели донний спосіб життя у неглибоких прісних та солонуватих водоймах. Харчувалися детритом та дрібними організмами. 

## Будова
Довжина тіла до 60 см. Голова сплющена, вкрита суцільним кістковим щитом, який складався з дрібних кісткових пластинок. Під ним знаходився хрящовий череп — ендокраній з порожнинами та каналами, стінки яких складались з тонкої кісткової тканини. При вивченні ендокранія методом тонкого препарування була виявлена подібність головного мозку Cephalaspides з головним мозком сучасних круглоротих. Очі були наближені до осі тіла тварини, між ними знаходилось непарне тім'яне око, попереду якого був розташований непарний носовий отвір. Позаду очей та по краях головного щита особливих заглибленнях знаходились органи чуттів, які подібні до органів бічної лінії риб. Зябрових отворів до 10 пар. Тулуб у поперечному розрізі сплющений та трикутний. Хвіст гетероцеркальний. Деякі форми мали грудні плавці, які не гомологічні грудним плавцям риб. 